# التوظيف باستخدام الذكاء الاصطناعي
التوظيف باستخدام الذكاء الاصطناعي؛ هو استخدام التكنولوجيا لأتمتة جوانب عملية التوظيف.
إن التقدم في الذكاء الاصطناعي، مثل ظهور التعلم الآلي ونمو البيانات الضخمة، يمكّن من استخدام الذكاء الاصطناعي في التوظيف والفرز والتنبؤ بنجاح المتقدمين. يزعم أنصار الذكاء الاصطناعي في التوظيف أنه يقلل من التحيز، ويساعد في العثور على المرشحين المؤهلين، ويحرر وقت العاملين في الموارد البشرية لمهام أخرى، بينما يخشى المعارضون أن يؤدي الذكاء الاصطناعي إلى إدامة التفاوت في مكان العمل وسيؤدي إلى القضاء على الوظائف. على الرغم من الفوائد المحتملة، تظل الآثار الأخلاقية للذكاء الاصطناعي في التوظيف موضوعًا للنقاش، مع المخاوف بشأن الشفافية الخوارزمية والمساءلة والحاجة إلى الرقابة المستمرة لضمان اتخاذ قرارات عادلة وغير متحيزة طوال عملية التوظيف.

## الخلفية
لقد أذهل الذكاء الاصطناعي الباحثين منذ أن صيغ المصطلح في منتصف الخمسينيات. حدد الباحثون " أربعة أشكال رئيسية من الذكاء التي يجب أن يمتلكها الذكاء الاصطناعي ليحل محل البشر حقًا في مكان العمل: الميكانيكي والتحليلي والحدسي والتعاطفي."  تتبع الأتمتة تقدمًا يمكن التنبؤ به حيث ستتمكن أولاً من استبدال المهام الميكانيكية، ثم المهام التحليلية، ثم المهام الحدسية، وأخيرًا المهام القائمة على التعاطف.  ومع ذلك، فإن الأتمتة الكاملة ليست النتيجة المحتملة الوحيدة لتقدم الذكاء الاصطناعي. قد يعمل البشر بدلاً من ذلك جنبًا إلى جنب مع الآلات، مما يعزز فعالية كليهما. في سياق التوظيف، يعني هذا أن الذكاء الاصطناعي قد حل بالفعل محل العديد من مهام الموارد البشرية الأساسية في التوظيف والفحص، مع توفير الوقت لعمال الموارد البشرية للقيام بمهام أخرى أكثر إبداعًا لا يمكن أتمتتها بعد أو لا يكون من المنطقي أتمتتها ماليًا. وهذا يعني أيضًا أن نوع الوظائف التي توظفها الشركات وشكل التوظيف سيستمر في التحول مع تغير مجموعات المهارات الأكثر قيمة.
تم تحديد الموارد البشرية كواحدة من الصناعات العشر الأكثر تأثرًا بالذكاء الاصطناعي. من الشائع بشكل متزايد أن تستخدم الشركات الذكاء الاصطناعي لأتمتة جوانب عملية التوظيف الخاصة بها. لقد قامت صناعات الضيافة والتمويل والتكنولوجيا على وجه الخصوص بدمج الذكاء الاصطناعي في عمليات التوظيف الخاصة بها إلى حد كبير.
الموارد البشرية هي في الأساس صناعة تعتمد على التنبؤات.   يجب على المتخصصين في الموارد البشرية التنبؤ بالأشخاص الذين سيكونون مرشحين جيدين لوظيفة ما، واستراتيجيات التسويق التي ستجعل هؤلاء الأشخاص يتقدمون للوظيفة، والمتقدمين الذين سيكونون أفضل الموظفين، وأنواع التعويضات التي ستجعلهم يقبلون العرض، وما هو مطلوب للاحتفاظ بالموظف، والموظفين الذين يجب ترقيتهم، وما هي احتياجات التوظيف في الشركات، من بين أمور أخرى.  الذكاء الاصطناعي بارع بشكل خاص في التنبؤ لأنه يمكنه تحليل كميات هائلة من البيانات. وهذا يمكّن الذكاء الاصطناعي من تكوين رؤى قد يغفل عنها العديد من البشر وإيجاد روابط بين نقاط بيانات غير ذات صلة على ما يبدو. وهذا يوفر قيمة للشركة ويجعل من المفيد استخدام الذكاء الاصطناعي لأتمتة أو زيادة العديد من مهام الموارد البشرية.

## الاستخدامات

### أجهزة الفحص
تُعَد برامج الفحص اختبارات تسمح للشركات بفحص مجموعة كبيرة من المتقدمين واستخراج المتقدمين الذين يتمتعون بخصائص مرغوبة. وعادةً ما تقوم الشركات بفحص المتقدمين من خلال استخدام الاستبيانات واختبارات الترميز والمقابلات وتحليل السيرة الذاتية. ويلعب الذكاء الاصطناعي بالفعل دورًا رئيسيًا في عملية الفحص. ويمكن تحليل السير الذاتية باستخدام الذكاء الاصطناعي للتعرف على الخصائص المرغوبة، مثل قدر معين من الخبرة العملية أو الدرجة العلمية ذات الصلة. ومن ثم يمكن تمديد المقابلات لتشمل المتقدمين الذين تحتوي سيرهم الذاتية على هذه الخصائص.
إن العوامل المستخدمة في فحص المتقدمين تشكل مصدر قلق لخبراء الأخلاق ونشطاء الحقوق المدنية. إن جهاز الفحص الذي يفضل الأشخاص الذين لديهم خصائص مماثلة لأولئك الذين يعملون بالفعل في شركة ما قد يؤدي إلى إدامة عدم المساواة. على سبيل المثال، إذا استخدمت شركة يغلب عليها البيض والذكور بيانات موظفيها لتدريب جهاز الفحص الخاص بها، فقد تنشئ عن طريق الخطأ عملية فحص تفضل المتقدمين البيض والذكور. كما أن أتمتة أجهزة الفحص لديها القدرة على تقليل التحيزات. فقد أظهرت دراسات متعددة وجود تحيزات ضد المتقدمين الذين يحملون أسماء تبدو أمريكية أفريقية.  إن جهاز الفحص الذي يعمل بالذكاء الاصطناعي لديه القدرة على الحد من التحيز البشري والخطأ في عملية التوظيف، مما يسمح لعدد أكبر من المتقدمين من الأقليات بالنجاح.

### التوظيف
يتضمن التوظيف تحديد المتقدمين المحتملين وتسويق الوظائف. يتم استخدام الذكاء الاصطناعي بشكل شائع في عملية التوظيف لأنه يمكن أن يساعد في زيادة عدد المتقدمين المؤهلين للوظائف. تتمكن الشركات من استخدام الذكاء الاصطناعي لاستهداف تسويقها للمتقدمين الذين من المرجح أن يكونوا مناسبين لوظيفة ما. غالبًا ما يتضمن هذا استخدام أدوات الإعلان على مواقع التواصل الاجتماعي، والتي تعتمد على الذكاء الاصطناعي. يسمح فيسبوك للمعلنين باستهداف الإعلانات بناءً على التركيبة السكانية والموقع والاهتمامات والسلوك والاتصالات. يسمح فيسبوك أيضًا للشركات باستهداف جمهور "مشابه"، أي أن الشركة تزود فيسبوك بمجموعة بيانات، عادةً موظفي الشركة الحاليين، وسيستهدف فيسبوك الإعلان إلى ملفات تعريف مماثلة للملفات الشخصية في مجموعة البيانات.   بالإضافة إلى ذلك، تستهدف مواقع الوظائف مثل Indeed جلاس دور زيب ريزيورت قوائم الوظائف للمتقدمين الذين لديهم خصائص معينة يبحث عنها أصحاب العمل. يتمتع الإعلان المستهدف بالعديد من المزايا للشركات التي تحاول التوظيف مثل الاستخدام الأكثر كفاءة للموارد، والوصول إلى الجمهور المطلوب، وتعزيز المتقدمين المؤهلين. وقد ساعد هذا في جعله ركيزة أساسية في التوظيف الحديث.
إن تحديد من يتلقى إعلانًا مستهدفًا قد يكون مثيرًا للجدل. ففي التوظيف، تتعلق تداعيات الإعلانات المستهدفة بمن يمكنه معرفة الوظيفة ثم التقدم إليها. إن أغلب خوارزميات الإعلانات المستهدفة هي معلومات خاصة . تسمح بعض المنصات، مثل فيسبوك وجوجل، للمستخدمين بمعرفة سبب عرض إعلان معين عليهم، ولكن المستخدمين الذين لا يتلقون الإعلان ربما لا يعرفون أبدًا بوجوده ولا توجد لديهم أيضًا طريقة لمعرفة سبب عدم عرض الإعلان عليهم.

### المقابلات
كانت برامج المحادثة الآلية واحدة من أولى تطبيقات الذكاء الاصطناعي وتستخدم بشكل شائع في عملية التوظيف. يتفاعل المرشحون للمقابلة مع برامج المحادثة الآلية للإجابة على أسئلة المقابلة. يمكن بعد ذلك تحليل ردودهم بواسطة الذكاء الاصطناعي، مما يوفر لأصحاب العمل المحتملين عددًا لا يحصى من الأفكار. تعمل برامج المحادثة الآلية على تبسيط عملية المقابلة وتقليل عمالة العاملين في الموارد البشرية.  تستخدم المقابلات المرئية وأصبحت شائعة. طورت شركة زاب هير ، وهي شركة ناشئة في مجال أتمتة التوظيف، برنامجًا روبوتيًا للتوظيف يضمن لك التفاعل مع المرشحين الأكثر صلة باستخدام تقنية فحص السيرة الذاتية المدعومة بالذكاء الاصطناعي من برنامج المحادثة الآلية.  ابتكرت هير فيو تقنية تحلل ردود وإيماءات المرشحين للمقابلة أثناء المقابلات المرئية المسجلة. تم فحص أكثر من 12 مليون مرشح للمقابلة من قبل أكثر من 700 شركة تستخدم الخدمة.

## الخلافات
يمنح الذكاء الاصطناعي في التوظيف العديد من الفوائد، ولكنه يواجه أيضًا بعض التحديات التي أثارت قلق الخبراء.  الذكاء الاصطناعي لا يكون جيدًا إلا بقدر جودة البيانات التي يستخدمها. يمكن دمج التحيزات عن غير قصد في البيانات المستخدمة في الذكاء الاصطناعي.  غالبًا ما تستخدم الشركات بيانات من موظفيها لتحديد الأشخاص الذين يجب تجنيدهم أو تعيينهم. يمكن أن يؤدي هذا إلى إدامة التحيز ويؤدي إلى قوى عاملة أكثر تجانسًا. كانت إعلانات فيسبوك مثالاً على منصة خلقت مثل هذا الجدل للسماح لأصحاب الأعمال بتحديد نوع الموظف الذي يبحثون عنه. على سبيل المثال، يمكن ضبط إعلانات الوظائف للتمريض والتدريس بحيث ترى النساء فقط من فئة عمرية معينة الإعلانات. منذ ذلك الحين، أزالت إعلانات [[فيسبوك]] هذه الوظيفة من منصتها، مشيرة إلى المشاكل المحتملة مع الوظيفة في إدامة التحيزات والصور النمطية ضد الأقليات. أصبح الاستخدام المتزايد لأنظمة التوظيف التي تدعم الذكاء الاصطناعي مكونًا مهمًا في توظيف المواهب الحديثة، وخاصة من خلال الشبكات الاجتماعية مثل لينكدان وفيسبوك . ومع ذلك، فإن تدفق البيانات المضمن في أنظمة التوظيف، استنادًا إلى أساليب معالجة اللغة الطبيعية قد يؤدي إلى تحيز غير واعٍ بين الجنسين. قد يؤدي استخدام الأساليب القائمة على البيانات إلى تخفيف بعض التحيز الناتج عن هذه الأنظمة
قد يكون من الصعب أيضًا تحديد ما يجعل الموظف جيدًا.  وهذا يشكل تحديًا لتدريب الذكاء الاصطناعي للتنبؤ بالموظفين الذين سيكونون الأفضل. يمكن أن تكون المقاييس المستخدمة بشكل شائع مثل تقييمات الأداء ذاتية وقد ثبت أنها تفضل الموظفين البيض على الموظفين السود والرجال على النساء.  التحدي الآخر هو الكمية المحدودة من البيانات المتاحة. لا يجمع أصحاب العمل سوى تفاصيل معينة عن المرشحين خلال المراحل الأولية من عملية التوظيف. وهذا يتطلب من الذكاء الاصطناعي اتخاذ قرارات بشأن المرشحين بمعلومات محدودة للغاية. بالإضافة إلى ذلك، لا يوظف العديد من أصحاب العمل الموظفين بشكل متكرر وبالتالي لديهم بيانات محدودة خاصة بالشركة.  لمكافحة هذا، ستستخدم العديد من الشركات الخوارزميات والبيانات من شركات أخرى في صناعتها.  يثير اعتماد الذكاء الاصطناعي على البيانات الشخصية للمتقدمين والموظفين الحاليين قضايا الخصوصية. تؤثر هذه القضايا على كل من المتقدمين والموظفين الحاليين، ولكن قد يكون لها أيضًا آثار على الأطراف الثالثة المرتبطة عبر وسائل التواصل الاجتماعي بالمتقدمين أو الموظفين الحاليين. على سبيل المثال، سيُظهر مسح وسائل التواصل الاجتماعي الخاصة بشخص ما أيضًا أصدقائه والأشخاص الذين وضعوا علامة عليهم في الصور أو المنشورات.
تجعل الذكاء الاصطناعي من السهل على الشركات البحث عن حسابات المتقدمين على وسائل التواصل الاجتماعي. وجدت دراسة أجرتها جامعة موناش أن 45٪ من مديري التوظيف يستخدمون وسائل التواصل الاجتماعي للحصول على رؤى حول المتقدمين. قال سبعون بالمائة من الذين شملهم الاستطلاع إنهم رفضوا متقدمًا بسبب أشياء تم اكتشافها على وسائل التواصل الاجتماعي لمقدم الطلب، ومع ذلك فإن 17٪ فقط من مديري التوظيف رأوا استخدام وسائل التواصل الاجتماعي في عملية التوظيف انتهاكًا لخصوصية المتقدمين. يعد استخدام وسائل التواصل الاجتماعي في عملية التوظيف أمرًا جذابًا لمديري التوظيف لأنه يوفر لهم رؤية أقل تنظيمًا لحياة المتقدمين. المقايضة بين الخصوصية مهمة. غالبًا ما تكشف ملفات التعريف على وسائل التواصل الاجتماعي عن معلومات حول المتقدمين لا يُسمح لأقسام الموارد البشرية قانونًا بإلزام المتقدمين بالكشف عنها مثل العرق وحالة القدرة والتوجه الجنسي.

## الذكاء الاصطناعي ومستقبل التوظيف
يغير الذكاء الاصطناعي عملية التوظيف من خلال استبدال المهام الروتينية التي يقوم بها موظفو التوظيف من البشر تدريجيًا. يمكن للذكاء الاصطناعي تقليل التدخل البشري في التوظيف وتقليل التحيزات البشرية التي تعيق قرارات التوظيف الفعالة.
تغير الذكاء الاصطناعي طريقة إنجاز العمل. لقد وضع الذكاء الاصطناعي جنبًا إلى جنب مع التطورات التكنولوجية الأخرى مثل التحسينات في الروبوتات 47٪ من الوظائف معرضة لخطر الاختفاء في المستقبل القريب.  يصنف البعض التحولات في العمالة التي أحدثها الذكاء الاصطناعي على أنها ثورة صناعية رابعة، والتي يطلقون عليها الثورة الصناعية 4.0.  ومع ذلك، وفقًا لبعض العلماء، فقد تم المبالغة في التأثير التحويلي للذكاء الاصطناعي على العمالة. تنص نظرية "عدم التغيير الحقيقي" على أن ثورة تكنولوجيا المعلومات قد حدثت بالفعل، ولكن فوائد تنفيذ التقنيات الجديدة لا تفوق التكاليف المرتبطة بتبنيها. تدعي هذه النظرية أن نتيجة ثورة تكنولوجيا المعلومات أقل تأثيرًا بكثير مما كان متوقعًا في الأصل.  يدحض علماء آخرون هذه النظرية زاعمين أن الذكاء الاصطناعي أدى بالفعل إلى خسارة كبيرة في الوظائف للعمالة غير الماهرة وأنه سيقضي على الوظائف ذات المهارات المتوسطة والعالية في المستقبل. يعتمد هذا الموقف على فكرة أن الذكاء الاصطناعي ليس بعد تقنية للاستخدام العام وأن أي ثورة صناعية رابعة محتملة لم تحدث بالكامل.  هناك نظرية ثالثة ترى أن تأثير الذكاء الاصطناعي والتطورات التكنولوجية الأخرى معقد للغاية بحيث لا يمكن فهمه حتى الآن. وتتمحور هذه النظرية حول فكرة مفادها أنه في حين من المرجح أن يقضي الذكاء الاصطناعي على الوظائف في الأمد القريب، فإنه من المرجح أيضًا أن يزيد الطلب على وظائف أخرى. ويصبح السؤال الآن هو ما إذا كانت الوظائف الجديدة ستكون متاحة للناس وهل ستظهر قريبًا عندما يتم القضاء على الوظائف.
على الرغم من أن الروبوتات يمكن أن تحل محل البشر لإكمال بعض المهام، إلا أنه لا يزال هناك العديد من المهام التي لا يمكن القيام بها بمفردها بواسطة الروبوتات التي تتقن الذكاء الاصطناعي. قامت دراسة بتحليل 2000 مهمة عمل في 800 مهنة مختلفة على مستوى العالم، وخلصت إلى أن نصفها بإجمالي 15 تريليون دولار أمريكي في الرواتب) يمكن أتمتتها من خلال تكييف التقنيات الموجودة بالفعل. يمكن أتمتة أقل من 5٪ من المهن بالكامل و60٪ لديها ما لا يقل عن 30٪ من المهام القابلة للأتمتة.  بعبارة أخرى، في معظم الحالات، يعد الذكاء الاصطناعي أداة وليس بديلاً عن ذكاء اصطناعيالعمالة. مع دخول الذكاء الاصطناعي مجال العمل البشري، اكتشف الناس تدريجيًا أن الذكاء الاصطناعي غير قادر على أداء مهام فريدة، وميزة البشر هي فهم التفرد واستخدام الأدوات بعقلانية. في هذا الوقت، ظهر العمل المتبادل بين الإنسان والآلة. يكتشف برانداو أن الناس يمكنهم تكوين شراكات عضوية مع الآلات. "إن البشر يمكّنون الآلات من القيام بما تجيده على أفضل وجه: القيام بمهام متكررة، وتحليل كميات كبيرة من البيانات، والتعامل مع الحالات الروتينية. وبسبب المعاملة بالمثل، تمكن الآلات البشر من "تعزيز" إمكاناتهم لمهام مثل حل المعلومات الغامضة، وممارسة الحكم على الحالات الصعبة، والاتصال بالعملاء غير الراضين".  لقد لاحظ دوجيرتي وويلسون أنواعًا جديدة ناجحة من التفاعل بين الإنسان والحاسوب في المهن والمهام في مجالات مختلفة.  بعبارة أخرى، حتى في الأنشطة والقدرات التي تعتبر أبسط، لن تشكل التقنيات الجديدة خطرًا وشيكًا على العمال. وفيما يتعلق بشركة جنرال إلكتريك، فإن المشترين لها ومعداتها سيحتاجون دائمًا إلى عمال صيانة. يحتاج رواد الأعمال إلى هؤلاء العمال للعمل بشكل جيد مع الأنظمة الجديدة التي يمكنها دمج مهاراتهم مع التقنيات المتقدمة بطرق جديدة.
لقد أدى الذكاء الاصطناعي إلى تسريع عملية التوظيف بشكل كبير، مما أدى إلى خفض التكاليف بشكل كبير. على سبيل المثال، قامت شركة يونيليفر بمراجعة أكثر من 250.000 طلب توظيف باستخدام الذكاء الاصطناعي وخفضت عملية التوظيف من 4 أشهر إلى 4 أسابيع. وقد وفر هذا للشركة 50.000 ساعة عمل.  لقد أدت الكفاءة المتزايدة التي يعد بها الذكاء الاصطناعي إلى تسريع تبنيه من قبل أقسام الموارد البشرية على مستوى العالم.

## القواعد المنظمة لاستخدام الذكاء الاصطناعي في التوظيف
ينظم قانون مقابلات الفيديو باستخدام الذكاء الاصطناعي، والذي دخل حيز التنفيذ في إلينوي منذ عام 2020، استخدام الذكاء الاصطناعي لتحليل وتقييم مقابلات الفيديو التي يجريها المتقدمون للوظائف.  ويتطلب هذا القانون من أصحاب العمل اتباع الإرشادات لتجنب أي مشكلات تتعلق باستخدام الذكاء الاصطناعي في عملية التوظيف.

## روابط خارجية
- سدايا